# Кемпа-Белянська
Кемпа-Белянська (пол. Kępa Bielańska) — село в Польщі, у гміні Козениці Козеницького повіту Мазовецького воєводства.
Населення — 43 особи (2011).
У 1975-1998 роках село належало до Радомського воєводства.

## Демографія
Демографічна структура станом на 31 березня 2011 року:
|          | Загалом | Допрацездатний вік | Працездатний вік | Постпрацездатний вік |
| -------- | ------- | ------------------ | ---------------- | -------------------- |
| Чоловіки | 19      | 4                  | 9                | 6                    |
| Жінки    | 24      | 0                  | 13               | 11                   |
| Разом    | 43      | 4                  | 22               | 17                   |